# Mormia josanicana
Mormia josanicana är en tvåvingeart som beskrevs av Krek 1972. Mormia josanicana ingår i släktet Mormia och familjen fjärilsmyggor. Inga underarter finns listade i Catalogue of Life.